# تجاوز به پروسرپینا

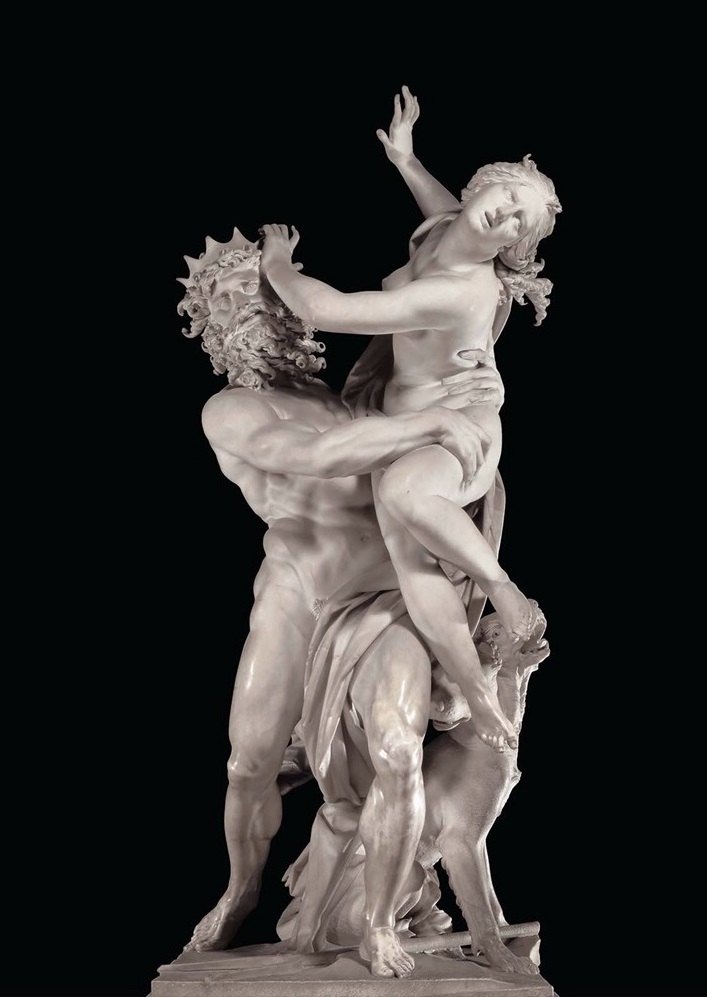
مجسمهٔ تجاوز به پروسرپینا در گالریا بورگِیزه

ربودن  پروسرپینا (به ایتالیایی: Ratto di Proserpina)، مجموعه پیکره‌ای است از جنس مرمر و متعلق به دورهٔ باروک که مابین سال‌های ۱۶۲۱ و ۱۶۲۲ میلادی توسط جیان لورنزو برنینی ساخته شده‌است. برنینی زمانی که این اثر را خلق کرد فقط ۲۳ سال سن داشت. عنوان " تجاوز به پروسرپینا " کاملا غلط است زیرا در این اسطوره، Rape حالت رسمی کلمه‌ی Raptus است که به معنای " گرفتن " یا " بردن " و یا " قاپیدن " است نه به معنای تجاوز.
این اثر که صحنهٔ ربودن پروسرپینا توسط پلوتون و بردن او به دنیای اموات را روایت می‌کند، به‌واسطهٔ تلقی مردمان کهن از افسانهٔ ربوده‌شدن پروسپرینا، عنوان تجاوز را بر خود دارد. ( یعنی همینجا میتونید متوجه شید نویسنده‌ی این صفحه چقدر بی سواده که همچین جمله‌ای نوشته، Rape در عنوان این کلمه حالت رسمیِ نوشتن و ترجمه‌ی Raptus هست که این کلمه در لاتین به معنای " to seize " یا " carried off " دارد و نه معنای تجاوز. ترجمه‌ی درست عنوان این مجسمه " ربوده شدن پروسرپینا" هست نه تجاوز به او.
شکل قرار گرفتن پیکره‌ها و فیگور در هم پیچیدهٔ کاراکترها یادآور مَنِریسم است و باعث شده توصیف درستی از ماجرا و احوال ۲ شخصیت اصلی برای بیننده تجسم‌پذیر باشد.
از نمای سمت چپ، گشادگی قدم‌های پلوتون، گام برداشتن او به‌سوی دنیای مردگان را القا می‌کند و از نمای روبرو او را مانند کسی می‌بینیم که غنیمتی را به چنگ آورده و فاتحانه آن را در آغوش می‌فشارد. هم‌زمان از نمای روبرو پروسرپینا را می‌بینیم که تقلا می‌کند به جهان زندگان و نزد سیرز بازگردد و اگر از سمت راست به مجسمه نگاه کنیم اشکی که بر گونه‌اش جاری شده و آشفتگی گیسوان‌اش که باد در آن پیچیده را مشاهده می‌کنیم.

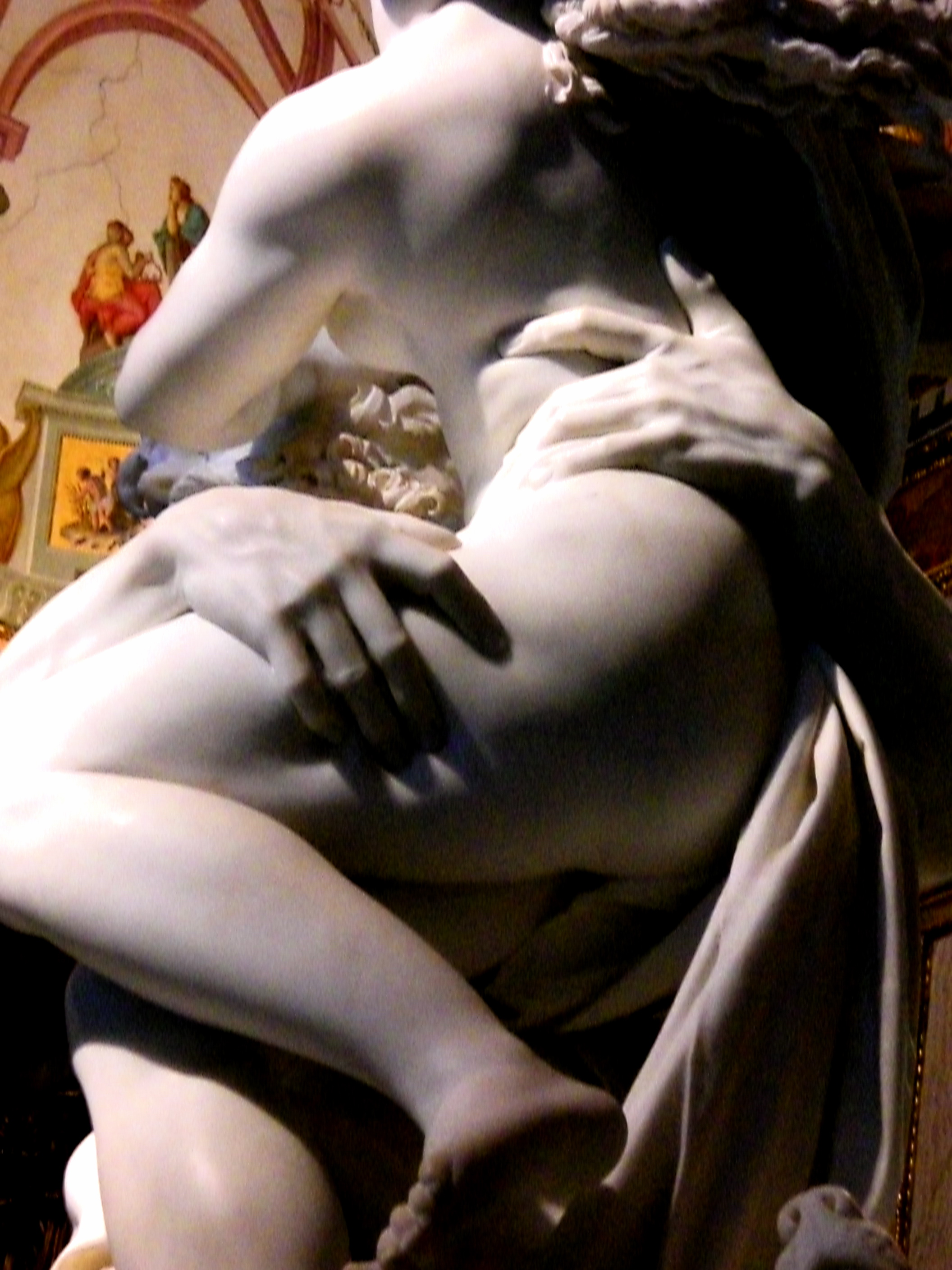
نمای سمت راست مجسمهٔ ربوده شدن پروسرپینا

از نمای روبرو پروسرپینا دیده می‌شود که با یکی از دست‌های‌اش صورت پلوتون را کنار می‌زند و از نمای راست مجسمه دستان نیرومند پلوتون را می‌توان دید که پروسرپینا را محکم نگه داشته و انگشتان‌اش را در گوشت ران و پهلوی او فروکرده‌است. لب‌های پروسرپینا نیمه‌باز هستند گویی او در حال ناله و خواهش برای رهایی است.
پشت سر پلوتون و زیر پای پروسرپینا سربروس در حال واق واق کردن دیده‌می‌شود در حالتی که ۳ سرش، در ۳ جهت مختلف قرار دارند.
کاردینال شیپیونه بورگیزه-حامی مالی بنینی- که هزینهٔ ساخت این مجموعه بر عهدهٔ او بود در سال ۱۶۲۲ این اثر را به کاردینال لودُویسی داد و لودُویسی هم آن را به ویلایش برد. مجسمه تا سال ۱۹۰۸ در آن‌جا قرار داشت تا این‌که توسط دولت ایتالیا خریداری شد و به گالریا بورگِیزه بازگردانده‌شد.